# Pakt z San Sebastián
Pakt z San Sebastián, spotkanie zainicjowane przez Niceto Alcala-Zamorę i Miguela Maurę, odbyło się 17 sierpnia 1930 roku w baskijskim mieście San Sebastián, zgromadziło większość liderów partii republikańskich i antymonarchistycznych: Alejandro Lerroux, Manuela Azanę, Miguela Maurę, Niceto Alcala-Zamorę, Marcelino Domingo, Eduardo Ortega y Gasset. 
Podczas spotkania powstał tzw. komitet rewolucyjny pod przywództwem Alcali-Zamory, będący prowizorycznym rządem II Republiki Hiszpańskiej, który pozostawał w ścisłym związku z grupą wojskowych, którzy mieli za zadanie wywołanie 15 grudnia antymonarchistycznego puczu. Ostatecznie pucz się nie powiódł, a niektórych spiskowców rozstrzelano.